# Nino Katamadze
Nino Katamadze (in georgiano ნინო ქათამაძე?; Kobuleti, 21 agosto 1972) è una cantante georgiana.

## Biografia
Originaria di Kobuleti, Katamadze ha reso disponibile per il commercio l'album in studio di debutto Nino Katamadze & Insight nel 2003.
Ha trovato il suo primo successo oltreconfine grazie al disco Green, uscito nel 2011, che ha scalato la Rossija Top 25 Al'bomy fino alla 9ª posizione. Per la promozione del disco in Russia l'artista ha tenuto un concerto tutto esaurito presso il Crocus City Hall moscovita.
È divenuta coach alla versione ucraina di X Factor nel 2014, sostituendo in questo modo Irina Dubcova.

## Discografia

### Album in studio
- 2003 – Nino Katamadze & Insight (con gli Insight)
- 2006 – White (con gli Insight)
- 2006 – Black (con gli Insight)
- 2008 – Blue (con gli Insight)
- 2010 – Red (con gli Insight)
- 2011 – Green (con gli Insight)
- 2016 – Yellow (con gli Insight)

### Album video
- 2008 – Rusalka
- 2011 – Red Line
- 2011 – Grand Collection
- 2012 – Green Line